# 源庫資源
源庫資源有限公司（英語：Resourcehouse Limited，港交所：0394）是一家總部位於澳洲的煤炭公司，成立於1985年，曾多次計劃於香港交易所上市。
源庫資源由澳洲富商克萊夫·帕爾默持有，最先於2009年11月進行香港上市計劃，當時獲分派上市編號0844，但因需補交文件而推遲上市計劃。其後源庫資源曾分別計劃在2010年11月及2011年3月，但都因市況不佳而推遲。2011年5月至6月，源庫資源在港首次進行公開招股，集資最多近282億元，招股價介乎4.48至4.93港元。集資金額主要用作發展集團2014年投產的China First Coal和China First Iron Ore，而中國中冶及中國中鐵各自入股2億美元。但源庫資源上市計劃最終失敗。

## 外部連結
- 源庫資源公司網站 （页面存档备份，存于）
- 源庫資源招股章程 （页面存档备份，存于）